# Campeonato Europeu de Voleibol Masculino de 2017
O Campeonato Europeu de Voleibol Masculino de 2017 foi a 30ª edição deste torneio bianual que reúne as principais seleções europeias de voleibol masculino. A Confederação Europeia de Voleibol (CEV) foi a responsável pela organização do campeonato. Ocorreu na Polónia.. A Rússia conquistou seu 14º título no torneio.

## Sedes
Cinco cidades polonesas foram selecionadas para receber as partidas da competição.
| Jogo de abertura (24 de Agosto) | Grupo A                 | Grupo B           | Grupo D, Oitavas de final, Quartas de final | Grupo C, Oitavas de final, Quartas de final, Final four |
| ------------------------------- | ----------------------- | ----------------- | ------------------------------------------- | ------------------------------------------------------- |
| Varsóvia, Polônia               | Gdańsk / Sopot, Polônia | Szczecin, Polônia | Katowice, Polônia                           | Cracóvia, Polônia                                       |
| PGE Narodowy                    | Ergo Arena              | Azoty Arena       | Spodek                                      | Tauron Arena                                            |
| Capacidade: 62.640              | Capacidade: 11.409      | Capacidade: 5.403 | Capacidade: 11.500                          | Capacity: 15.328                                        |
|                                 |                         |                   |                                             |                                                         |

## Fase Preliminar
|  | Qualificado para as Quartas de Final |
|  | Qualificado para as Oitavas de Final |

Os horários obedecem ao Horário da Polônia (UTC+4)

### Grupo A
|     |           |     | Jogos | Jogos | Jogos | Sets | Sets | Sets  | Pontos | Pontos | Pontos |
| Pos | Equipe    | Pts | T     | V     | D     | V    | P    | R     | V      | P      | R      |
| --- | --------- | --- | ----- | ----- | ----- | ---- | ---- | ----- | ------ | ------ | ------ |
| 1   | Sérvia    | 8   | 3     | 3     | 0     | 9    | 2    | 4.500 | 261    | 239    | 1.092  |
| 2   | Polónia   | 6   | 3     | 2     | 1     | 6    | 3    | 2,000 | 215    | 205    | 1.049  |
| 3   | Finlândia | 2   | 3     | 1     | 2     | 3    | 8    | 0.375 | 245    | 263    | 0.932  |
| 4   | Estónia   | 2   | 3     | 0     | 3     | 4    | 9    | 0.444 | 276    | 290    | 0.952  |

| Data   | Hora  |           | Placar |           | Set 1 | Set 2 | Set 3 | Set 4 | Set 5 | Total   | Relatório |
| ------ | ----- | --------- | ------ | --------- | ----- | ----- | ----- | ----- | ----- | ------- | --------- |
| 24 Ago | 17:30 | Finlândia | 3–2    | Estónia   | 25–21 | 25–22 | 25–27 | 22–25 | 15–9  | 112–104 |           |
| 24 Ago | 20:30 | Polónia   | 0–3    | Sérvia    | 22–25 | 22–25 | 20–25 |       |       | 64–75   |           |
| 26 Ago | 17:30 | Polónia   | 2–3    | Sérvia    | 23–25 | 25–16 | 25–21 | 20–25 | 12–15 | 105–102 |           |
| 26 Ago | 20:30 | Finlândia | 0–3    | Polónia   | 23–25 | 21–25 | 19–25 |       |       | 63–75   |           |
| 28 Ago | 17:30 | Sérvia    | 3–0    | Finlândia | 25–20 | 25–18 | 34–32 |       |       | 84–70   |           |
| 28 Ago | 20:30 | Estónia   | 0–3    | Polónia   | 21–25 | 24–26 | 22–25 |       |       | 67–76   |           |

### Grupo B
|     |           |     | Jogos | Jogos | Jogos | Sets | Sets | Sets  | Pontos | Pontos | Pontos |
| Pos | Equipe    | Pts | T     | V     | D     | V    | P    | R     | V      | P      | R      |
| --- | --------- | --- | ----- | ----- | ----- | ---- | ---- | ----- | ------ | ------ | ------ |
| 1   | Alemanha  | 8   | 3     | 3     | 0     | 9    | 2    | 4.500 | 256    | 217    | 1.180  |
| 2   | Itália    | 6   | 3     | 2     | 1     | 8    | 3    | 2.667 | 255    | 233    | 1.094  |
| 3   | Chéquia   | 3   | 3     | 1     | 2     | 7    | 7    | 1,000 | 231    | 238    | 0.971  |
| 4   | Eslovênia | 0   | 3     | 0     | 3     | 1    | 9    | 0.111 | 200    | 254    | 0.787  |

| Data   | Hora  |            | Placar |            | Set 1 | Set 2 | Set 3 | Set 4 | Set 5 | Total  | Relatório |
| ------ | ----- | ---------- | ------ | ---------- | ----- | ----- | ----- | ----- | ----- | ------ | --------- |
| 25 A   | 17:30 | Chéquia    | 3–1    | Eslováquia | 25–19 | 28–30 | 25–16 | 25–17 |       | 103–82 |           |
| 25 Ago | 20:30 | Alemanha   | 3–2    | Itália     | 25–22 | 21–25 | 19–25 | 25–19 | 15–8  | 105–99 |           |
| 27 Ago | 17:30 | Eslováquia | 0–3    | Itália     | 14–25 | 19–25 | 20–25 |       |       | 53–75  |           |
| 27 Ago | 20:30 | Chéquia    | 0–3    | Alemanha   | 19–25 | 14–25 | 20–25 |       |       | 53–75  |           |
| 28 Ago | 17:30 | Eslováquia | 0–3    | Alemanha   | 18–25 | 24–26 | 23–25 |       |       | 65–76  |           |
| 28 Ago | 20:30 | Itália     | 3–0    | Chéquia    | 27–25 | 28–26 | 26–24 |       |       | 81–75  |           |

### Grupo C
|     |           |     | Jogos | Jogos | Jogos | Sets | Sets | Sets  | Pontos | Pontos | Pontos |
| Pos | Equipe    | Pts | T     | V     | D     | V    | P    | R     | V      | P      | R      |
| --- | --------- | --- | ----- | ----- | ----- | ---- | ---- | ----- | ------ | ------ | ------ |
| 1   | Rússia    | 9   | 3     | 3     | 0     | 9    | 0    | MAX   | 232    | 192    | 1.208  |
| 2   | Bulgária  | 6   | 3     | 2     | 1     | 6    | 3    | 2,000 | 218    | 202    | 1.079  |
| 3   | Eslovênia | 3   | 3     | 1     | 2     | 3    | 6    | 0.500 | 217    | 216    | 1.005  |
| 4   | Espanha   | 0   | 3     | 0     | 3     | 0    | 9    | 0,000 | 173    | 230    | 0.752  |

| Data   | Hora  |           | Placar |           | Set 1 | Set 2 | Set 3 | Set 4 | Set 5 | Total | Relatório |
| ------ | ----- | --------- | ------ | --------- | ----- | ----- | ----- | ----- | ----- | ----- | --------- |
| 24 Ago | 17:30 | Bulgária  | 0–3    | Rússia    | 23–25 | 20–25 | 19–25 |       |       | 62–75 |           |
| 24 Ago | 20:30 | Espanha   | 0–3    | Eslovênia | 25–27 | 15–25 | 16–25 |       |       | 56–77 |           |
| 26 Ago | 17:30 | Rússia    | 3–0    | Eslovênia | 27–25 | 30–28 | 25–22 |       |       | 82–75 |           |
| 26 Ago | 20:30 | Bulgária  | 3–0    | Espanha   | 25–15 | 28–26 | 25–21 |       |       | 78–62 |           |
| 28 Ago | 17:30 | Eslovênia | 0–3    | Bulgária  | 22–25 | 26–28 | 17–25 |       |       | 65–78 |           |
| 28 Ago | 20:30 | Rússia    | 3–0    | Espanha   | 25–19 | 25–13 | 25–23 |       |       | 75–55 |           |

### Grupo D
|     |               |     | Jogos | Jogos | Jogos | Sets | Sets | Sets  | Pontos | Pontos | Pontos |
| Pos | Equipe        | Pts | T     | V     | D     | V    | P    | R     | V      | P      | R      |
| --- | ------------- | --- | ----- | ----- | ----- | ---- | ---- | ----- | ------ | ------ | ------ |
| 1   | Bélgica       | 8   | 3     | 3     | 0     | 9    | 4    | 2.250 | 299    | 281    | 1.064  |
| 2   | França        | 6   | 3     | 2     | 1     | 8    | 5    | 1.600 | 294    | 291    | 1.010  |
| 3   | Turquia       | 4   | 3     | 1     | 2     | 5    | 7    | 0.714 | 277    | 276    | 1.004  |
| 4   | Países Baixos | 1   | 4     | 0     | 4     | 3    | 9    | 0.333 | 263    | 285    | 0.923  |

| Data   | Hora  |               | Placar |               | Set 1 | Set 2 | Set 3 | Set 4 | Set 5 | Total   | Relatório |
| ------ | ----- | ------------- | ------ | ------------- | ----- | ----- | ----- | ----- | ----- | ------- | --------- |
| 25 Ago | 17:30 | Países Baixos | 1–3    | Turquia       | 19–25 | 22–25 | 25–21 | 22–25 |       | 88–96   |           |
| 25 Ago | 20:30 | França        | 2–3    | Bélgica       | 22–25 | 25–23 | 21–25 | 25–23 | 12–15 | 105–111 |           |
| 27 Ago | 17:30 | Turquia       | 2–3    | Bélgica       | 22–25 | 25–22 | 25–21 | 25–27 | 16–18 | 113–113 |           |
| 27 Ago | 20:30 | Países Baixos | 2–3    | França        | 22–25 | 25–23 | 25–21 | 28–30 | 12–15 | 112–114 |           |
| 28 Ago | 17:30 | Bélgica       | 3–0    | Países Baixos | 25–21 | 25–21 | 25–21 |       |       | 75–63   |           |
| 28 Ago | 20:30 | Turquia       | 0–3    | França        | 23–25 | 23–25 | 22–25 |       |       | 68–75   |           |

## Playoffs

### Oitavas de Final
| Data   | Hora  |          | Placar |           | Set 1 | Set 2 | Set 3 | Set 4 | Set 5 | Total | Relatório |
| ------ | ----- | -------- | ------ | --------- | ----- | ----- | ----- | ----- | ----- | ----- | --------- |
| 30 Ago | 17:30 | Bulgária | 3–1    | Finlândia | 23–25 | 25–21 | 25–11 | 25–12 |       | 98–69 |           |
| 30 Ago | 17:30 | Itália   | 3–0    | Turquia   | 25–16 | 25–17 | 31–29 |       |       | 81–62 |           |
| 30 Ago | 20:30 | Polónia  | 0–3    | Eslovênia | 21–25 | 21–25 | 19–25 |       |       | 61–75 |           |
| 30 Ago | 20:30 | França   | 1–3    | Chéquia   | 21–25 | 25–21 | 21–25 | 20–25 |       | 87–96 |           |

### Quartas de Final
| Data   | Hora  |          | Placar |           | Set 1 | Set 2 | Set 3 | Set 4 | Set 5 | Total | Relatório |
| ------ | ----- | -------- | ------ | --------- | ----- | ----- | ----- | ----- | ----- | ----- | --------- |
| 31 Ago | 17:30 | Rússia   | 3–0    | Eslovênia | 25–17 | 25–19 | 25–19 |       |       | 75–55 |           |
| 31 Ago | 17:30 | Alemanha | 3–1    | Chéquia   | 25–22 | 16–25 | 25–23 | 25–20 |       | 91–90 |           |
| 31 Ago | 20:30 | Sérvia   | 3–0    | Bulgária  | 25–21 | 25–22 | 28–26 |       |       | 78–69 |           |
| 31 Ago | 20:30 | Bélgica  | 3–0    | Itália    | 25–21 | 25–11 | 25–23 |       |       | 75–55 |           |

### Semi Finais
| Data  | Hora  |        | Placar |          | Set 1 | Set 2 | Set 3 | Set 4 | Set 5 | Total   | Relatório |
| ----- | ----- | ------ | ------ | -------- | ----- | ----- | ----- | ----- | ----- | ------- | --------- |
| 2 Set | 17:30 | Sérvia | 2–3    | Alemanha | 26–24 | 25–15 | 18–25 | 25–27 | 13–15 | 107–106 |           |
| 2 Set | 20:30 | Rússia | 3–0    | Bélgica  | 25–14 | 25–17 | 25–17 |       |       | 75–48   |           |

### Terceiro Lugar
| Data  | Hora  |        | Placar |         | Set 1 | Set 2 | Set 3 | Set 4 | Set 5 | Total | Relatório |
| ----- | ----- | ------ | ------ | ------- | ----- | ----- | ----- | ----- | ----- | ----- | --------- |
| 3 Set | 17:30 | Sérvia | 3–2    | Bélgica | 25-17 | 22-25 | 19-25 | 25-22 | 15-12 | 106–0 |           |

### Final
| Data  | Hora  |          | Placar |        | Set 1 | Set 2 | Set 3 | Set 4 | Set 5 | Total | Relatório |
| ----- | ----- | -------- | ------ | ------ | ----- | ----- | ----- | ----- | ----- | ----- | --------- |
| 3 Set | 20:30 | Alemanha | 2–3    | Rússia | 19-25 | 25-20 | 22-25 | 25-17 | 13-15 | 104–0 | 104-102   |

## Classificação Final
| Colocação | Time          |
| --------- | ------------- |
| 1         | Rússia        |
| 2         | Alemanha      |
| 3         | Sérvia        |
| 4         | Bélgica       |
| 5         | Itália        |
| 6         | Bulgária      |
| 7         | Chéquia       |
| 8         | Eslovênia     |
| 9         | França        |
| 10        | Polónia       |
| 11        | Turquia       |
| 12        | Finlândia     |
| 13        | Estónia       |
| 14        | Países Baixos |
| 15        | Eslováquia    |
| 16        | Espanha       |

## Prêmios individuais
A seleção do campeonato foi composta pelos seguintes jogadores:
- MVP (Most Valuable Player):  Maksim Mikhailov [4]